# Закон о шпионаже
Закон о шпионаже 1917 года — федеральный закон США, принятый 15 июня 1917 года, вскоре после вступления США в Первую мировую войну.  Первоначально закон находился в Разделе 50 Кодекса США (Война и национальная оборона). Со временем был перенесен в раздел 18 уголовного кодекса США.

## Содержание
Закон призван запретить вмешательство в военные операции или вербовку, предотвратить неповиновение в вооруженных силах и предотвратить поддержку врагов Соединенных Штатов во время войны. В 1919 году Верховный суд Соединенных Штатов единогласно постановил в деле Шенк против Соединенных Штатов, что этот закон не нарушает свободу слова лиц, осужденных по его положениям. Конституционность закона, его связь со свободой слова и значение его языка с тех пор оспариваются в суде.

## Известные обвиняемые
Закон ввел наказание за антивоенную агитацию, ограничив ключевую для американцев свободу —
свободу слова.
Среди обвиняемых в преступлениях по этому закону был американский конгрессмен-социалист и редактор газеты Виктор Л. Бергер, профсоюзный лидер и пятикратный кандидат в президенты от Социалистической партии Америки Юджин В. Дебс, анархисты Эмма Гольдман и Александр Беркман, свидетель Иеговы Джозеф Франклин Резерфорд, коммунисты Джулиус и Этель Розенберг, разоблачитель «Документов Пентагона» Дэниел Эллсберг, разоблачитель из Кейблгейта Челси Мэннинг, основатель WikiLeaks Джулиан Ассанж, сотрудник Разведывательного управления Министерства обороны Генри Кайл Фрезе, разоблачитель из подрядчика Агентства национальной безопасности (АНБ) Эдвард Сноуден. Приговор Резерфорда был отменен в апелляционном порядке. Хотя наиболее спорные разделы Закона, набор поправок, обычно называемый Законом о подстрекательстве 1918 года, были отменены 13 декабря 1920 года, первоначальный Закон о шпионаже остался нетронутым. Между 1921 и 1923 годами президенты Уоррен Дж. Хардинг и Кэлвин Кулидж освободили всех, кто был осужден по Законам о подстрекательстве к мятежу и шпионажу.